# Парламентские выборы во Франции (1877)
Парламентские выборы во Франции 1877 года во второй парламент Третьей республики проходили 14 октября (первый тур) и 28 октября (второй тур). Выборы проходили досрочно в результате роспуска первой палаты депутатов президентом Патрисом де Мак-Магоном. Большинство округов были представлены только два кандидата: республиканец и монархист. В результате в большая часть мест была распределена уже после первого тура. Республиканцы получили 313 из 521 места.

## Результаты
| Партия        | Места |
| ------------- | ----- |
| Республиканцы | 313   |
| Орлеанисты    | 11    |
| Легитимисты   | 44    |
| Бонапартисты  | 104   |
| другие        | 49    |
| Всего         | 521   |

## Внешние ссылки
- Парламентские выборы 1877 года